# Superliha (damer)
Superliha är den högsta serien i volleyboll i Ukraina. Vinnaren blir ukrainsk mästare

## Resultat per säsong
| Säsong                  | Podium                  | Podium                             | Podium                   |
| Mästare                 | Tvåa                    | Trea                               |                          |
| ----------------------- | ----------------------- | ---------------------------------- | ------------------------ |
| 1992 mer information    | VK Iskra Luhansk        | VK Orbita-ZTMK-ZNU                 | Lokomotiv Dnipropetrovsk |
| 1992-93 mer information | VK Orbita-ZTMK-ZNU      | VK Iskra Luhansk                   | Krajan Odessa            |
| 1993-94 mer information | VK Iskra Luhansk        | VK Orbita-ZTMK-ZNU                 | AF Bila Tserkva          |
| 1994-95 mer information | VK Iskra Luhansk        | VK Orbita-ZTMK-ZNU                 | Dinamo-Jinestran Odessa  |
| 1995-96 mer information | VK Iskra Luhansk        | Dinamo-Jinestran Odessa            | VK Orbita-ZTMK-ZNU       |
| 1996-97 mer information | VK Iskra Luhansk        | Kruh Tjеrkаsy                      | Dinamo-Jinestran Odessa  |
| 1997-98 mer information | Kruh Tjеrkаsy           | VK Orbita-ZTMK-ZNU                 | Dinamo-Jinestran Odessa  |
| 1998-99 mer information | VK Iskra Luhansk        | Kruh Tjеrkаsy                      | Dinamo-Jinestran Odessa  |
| 1999-00 mer information | Kruh Tjеrkаsy           | Dinamo-Jinestran Odessa            | VK Halytjanka Ternopil   |
| 2000-01 mer information | Dinamo-Jinestran Odessa | Kruh Tjеrkаsy                      | VK Halytjanka Ternopil   |
| 2001-02 mer information | Dinamo-Jinestran Odessa | Kruh Tjеrkаsy                      | VK Orbita-ZTMK-ZNU       |
| 2002-03 mer information | Dinamo-Jinestran Odessa | VK Orbita-ZTMK-ZNU                 | Kruh Tjеrkаsy            |
| 2003-04 mer information | Jinestra Odessa         | VK Orbita-ZTMK-ZNU                 | Kruh Tjеrkаsy            |
| 2004-05 mer information | Kruh Tjеrkаsy           | Jinestra Odessa                    | Chіmvolokno Tjerkasy     |
| 2005-06 mer information | Kruh Tjеrkаsy           | VK Halytjanka Ternopil             | VK Severodontjanka       |
| 2006-07 mer information | Kruh Tjеrkаsy           | Jinestra Odessa                    | VK Orbita-ZTMK-ZNU       |
| 2007-08 mer information | Kruh Tjеrkаsy           | Jinestra Odessa                    | VK Halytjanka Ternopil   |
| 2008-09 mer information | VK Severodontjanka      | Kruh Tjеrkаsy                      | VK Halytjanka Ternopil   |
| 2009-10 mer information | VK Halytjanka Ternopil  | Jinestra Odessa                    | Kruh Tjеrkаsy            |
| 2010-11 mer information | VK Chimik               | Jinestra Odessa                    | VK Severodontjanka       |
| 2011-12 mer information | VK Chimik               | VK Volyn Lutsk                     | VK Severodontjanka       |
| 2012-13 mer information | VK Chimik               | VK Volyn Lutsk                     | VK Orbita-ZTMK-ZNU       |
| 2013-14 mer information | VK Chimik               | VK Severodontjanka                 | VK Orbita-ZTMK-ZNU       |
| 2014-15 mer information | VK Chimik               | VK Severodontjanka                 | VK Orbita-ZTMK-ZNU       |
| 2015-16 mer information | VK Chimik               | VK Orbita-ZTMK-ZNU                 | VK Severodontjanka       |
| 2016-17 mer information | VK Chimik               | Belozhаr-Меduniversitet» Vinnitsia | Volyn Universitet Lutsk  |
| 2017-18 mer information | VK Chimik               | Volyn Universitet Lutsk            | VK Ternopil              |
| 2018-19 mer information | VK Chimik               | VK Orbita-ZTMK-ZNU                 | Volyn Universitet Lutsk  |
| 2019-20 mer information | Slutfördes inte         | Slutfördes inte                    | Slutfördes inte          |
| 2020-21 mer information | SK Prometej             | VK Chimik                          | VK Orbita-ZTMK-ZNU       |

## Titlar per klubb
| Klubb                  | Antal titlar | Vunna säsonger                                                                  |
| ---------------------- | ------------ | ------------------------------------------------------------------------------- |
| VK Chimik              | 9            | 2010-11, 2011-12, 2012-13, 2013-14, 2014-15, 2015-16, 2016-17, 2017-18, 2018-10 |
| VK Iskra Luhansk       | 6            | 1992, 1993-94, 1994-95, 1995-96, 1996-97, 1998-99                               |
| Kruh Tjеrkаsy          | 6            | 1997-98, 1999-00, 2004-05, 2005-06, 2006-07, 2007-08                            |
| Jinestra Odessa        | 4            | 2000-01, 2001-02, 2002-03, 2003-04                                              |
| VK Orbita-ZTMK-ZNU     | 1            | 1992-93                                                                         |
| VK Severodontjanka     | 1            | 2008-09                                                                         |
| VK Halytjanka Ternopil | 1            | 2009-10                                                                         |
| SK Prometej            | 1            | 2020-21                                                                         |